# Dżibuti (miasto)
Dżibuti (arab. جيبوتي, fr. Djibouti) – stolica i największe miasto afrykańskiego państwa Dżibuti. Leży przy wejściu do Zatoki Tadżura, na południe od cieśniny Bab al-Mandab.
Jest dużym portem handlowym i rybackim. Posiada dobrze rozwinięty przemysł petrochemiczny i przetwórstwa spożywczego. Największy ośrodek handlowy kraju. Obsługuje głównie handel zagraniczny Etiopii.
Miasto jest stacją końcową linii kolejowej, wiodącej z Addis Abeby i jednocześnie portem wolnocłowym dla Etiopii, która nie ma dostępu do morza. Głównymi towarami eksportowanymi przez port Dżibuti są kawa, sól i skóry.
Miasto zostało założone w 1888. W latach 1892–1977 było stolicą kolonii Somali Francuskiego. Od 1977 stolica niepodległego Dżibuti.

## Współpraca
- Rimini, Włochy
- Malé, Malediwy
- Key West, Stany Zjednoczone
- Victoria, Malta
- Suez, Egipt
- Dżizan, Arabia Saudyjska
- Port Sudan, Sudan
- Aden, Jemen
- Izola, Słowenia
- Kailua-Kona, Stany Zjednoczone
- La Paz, Meksyk
- Algeciras, Hiszpania
- Chartum, Sudan
- Granada, Nikaragua